# Dave Hubbick
David Hubbick (sinh ngày 16 tháng 3 năm 1960) là một cựu cầu thủ bóng đá chuyên nghiệp người Anh thi đấu ở Football League cho Wimbledon và Colchester United.

## Sự nghiệp
Sinh ra ở South Shields, Hubbick bắt đầu sự nghiệp tại Ipswich Town. Ông bắt đầu thi đấu ở dự bị mùa giải 1976-77, có màn ra mắt đội dự bị ngày 21 tháng 4 năm 1977 khi vào sân từ ghế dự bị trong thất bại 3-1 trước Bristol City Dự bị. Ông kí hợp đồng với câu lạc bộ vào tháng 1 năm 1978 và mặc dù thi đấu thường xuyên ở đội dự bị, nhưng ông không được ra sân ở đội một. Ông kí hợp đồng với Wimbledon với mức giá 5.000 bảng Anh vào tháng 9 năm 1980, thi đấu 26 trận cho câu lạc bộ, trước khi chuyển sang non-League với Gravesend & Northfleet năm 1982.
Sau một thời gian thi đấu với Dagenham, ông trở lại bóng đá chuyên nghiệp với Colchester United năm 1983. Tuy nhiên, ông chỉ có 15 trận cho câu lạc bộ, và kí hợp đồng với Sudbury Town năm 1985. Trong khi ở Sudbury ông thi đấu tại Sân vận động Wembley tại chung kết FA Vase 1989, ghi bàn chi Sudbury trong trận hòa 1-1, và được bầu chọn là cầu thủ xuất sắc nhất trận. Sau đó ông thi đấu cho Cornard United và Woodbridge Town, đội mà ông dẫn dắt từ năm 1997 đến năm 2003. Ông tiếp tục dẫn dắt Stowmarket Town, trước khi từ chứcc vào tháng 1 năm 2008.

## Danh hiệu

### Câu lạc bộ
Sudbury Town
- Á quân FA Vase (1): 1988-89